# Thalatha argentea
Thalatha argentea är en fjärilsart som beskrevs av W. Warren 1912. Thalatha argentea ingår i släktet Thalatha och familjen nattflyn. Inga underarter finns listade i Catalogue of Life.